# 90396 Franklopez
90396 Franklopez è un asteroide della fascia principale. Scoperto nel 2003, presenta un'orbita caratterizzata da un semiasse maggiore pari a 2,5714772 UA e da un'eccentricità di 0,0892841, inclinata di 10,62396° rispetto all'eclittica.
L'asteroide è dedicato all'astrofilo statunitense Frank Lopez.